# Martin Kaut
Martin Kaut (* 2. Oktober 1999 in Brünn) ist ein tschechischer Eishockeyspieler, der seit Juli 2023 erneut beim HC Pardubice aus der Extraliga unter Vertrag steht. Der rechte Flügelstürmer wurde im NHL Entry Draft 2018 an 16. Position von der Colorado Avalanche ausgewählt.

## Karriere

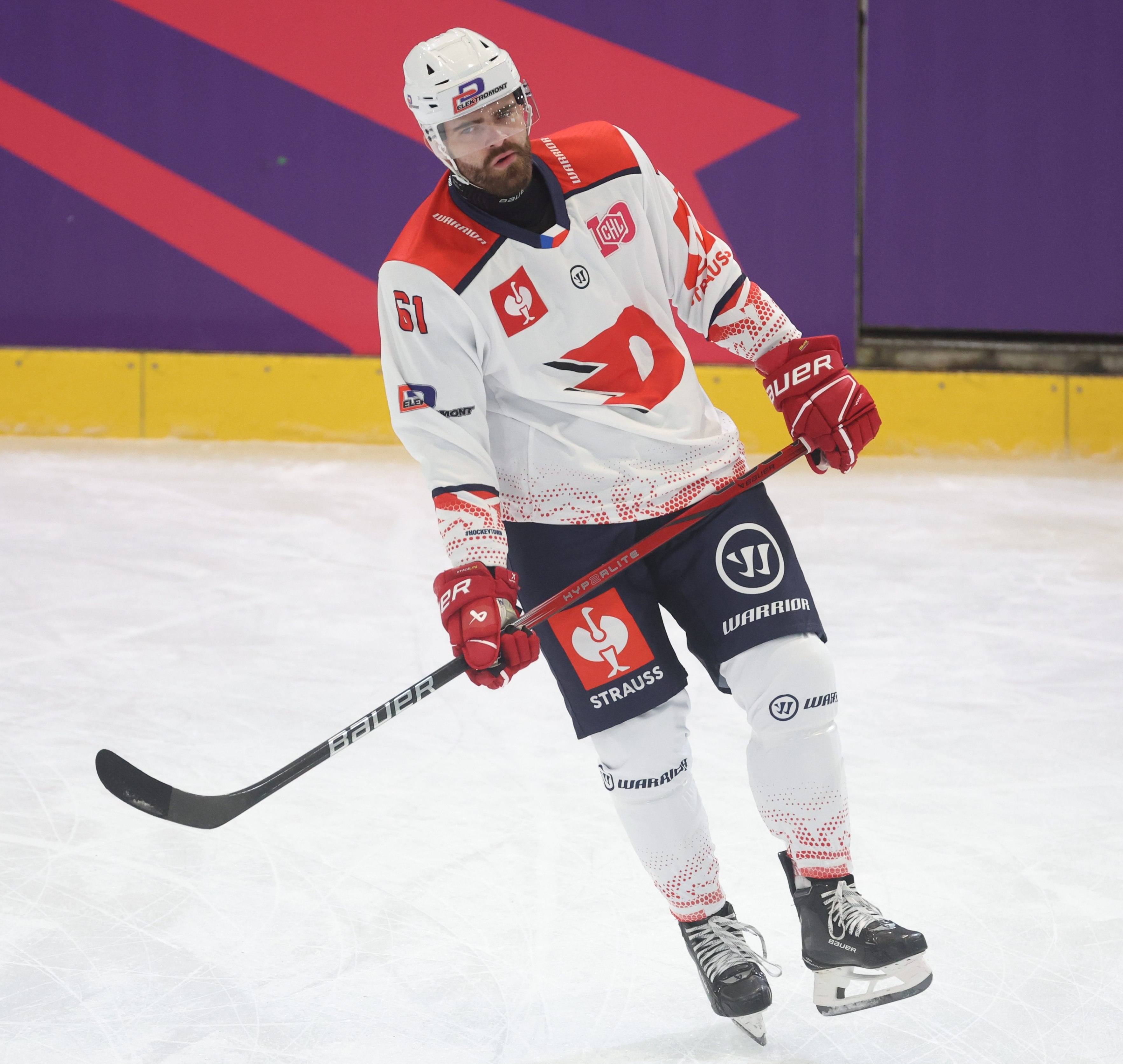
Kaut im Trikot des HC Pardubice (2024)

Martin Kaut begann seine Karriere als Eishockeyspieler beim HC Žďár nad Sázavou, ehe er 2015 in die Nachwuchsabteilung des HC Pardubice wechselte. 2015 wurde er Torschützenkönig der tschechischen U16-Liga. In der Spielzeit 2016/17 debütierte er für die Profiabteilung von Pardubice in der Extraliga. Anschließend wurde er beim CHL Import Draft 2017 in der ersten Runde an 24. Position von den Brandon Wheat Kings berücksichtigt, verblieb jedoch vorerst in Pardubice.
Beim NHL Entry Draft 2018 wurde er von der Colorado Avalanche in der ersten Runde als insgesamt 16. Spieler ausgewählt. In der Folge statteten sie ihn im Juli 2018 mit einem Einstiegsvertrag aus. In der Saison 2018/19 wurde Kaut ausschließlich im Farmteam der Avalanche, den Colorado Eagles aus der American Hockey League eingesetzt. Im Februar 2020 berief man ihn schließlich erstmals in das NHL-Team, sodass er am 19. Februar des Jahres sein Debüt für die Avalanche gegen die New York Islanders gab. Sein erstes Tor in der National Hockey League erzielte er genau eine Woche später gegen die Buffalo Sabres. Aber er spielte auch in der Folgezeit vorwiegend bei den Eagles in der AHL. Erst zu Beginn der Spielzeit 2022/23 wies er mehr NHL- als AHL-Einsätze auf. Trotzdem wurde er am 25. Januar 2023 gemeinsam mit Jacob MacDonald im Tausch gegen Matt Nieto und Ryan Merkley zu den San Jose Sharks transferiert, spielte dort aber wieder überwiegend für das Farmteam San Jose Barracuda in der AHL. 2023 kehrte er trotz des Angebots für einen Zweijahresvertrag durch die Sharks nach Pardubice in die Extraliga zurück und begründete dies mit Problemen mit den Coaches bei den Barracuda. San Jose hält aber weiter die nordamerikanischen Vertragsrechte an Kaut.

### International
Für Tschechien nahm Kaut im Juniorenbereich an der U18-Junioren-Weltmeisterschaft 2017 und mit der tschechischen U20-Nationalmannschaft an den Junioren-Weltmeisterschaften 2018 und 2019 teil.
Darüber hinaus absolvierte er im Rahmen der Euro Hockey Tour 2017/18 erste Einsätze für die A-Nationalmannschaft seines Heimatlandes. In der Folge bestritt er mit der Weltmeisterschaft 2023 sein erstes großes Turnier.

## Erfolge und Auszeichnungen
- 2015 Bester Torschütze der tschechischen U16-Liga
- 2024 Tschechischer Vizemeister mit dem HC Pardubice

## Karrierestatistik
Stand: Ende der Saison 2023/24

### International
Vertrat Tschechien bei:
- U18-Junioren-Weltmeisterschaft 2017
- U20-Junioren-Weltmeisterschaft 2018
- U20-Junioren-Weltmeisterschaft 2019
- Weltmeisterschaft 2023

(Legende zur Spielerstatistik: Sp oder GP = absolvierte Spiele; T oder G = erzielte Tore; V oder A = erzielte Assists; Pkt oder Pts = erzielte Scorerpunkte; SM oder PIM = erhaltene Strafminuten; +/− = Plus/Minus-Bilanz; PP = erzielte Überzahltore; SH = erzielte Unterzahltore; GW = erzielte Siegtore; 1 Play-downs/Relegation; Kursiv: Statistik nicht vollständig)